# Bisdom Jackson
Het bisdom Jackson (Latijn: Dioecesis Jacksoniensis) is een rooms-katholiek bisdom met als zetel Jackson, hoofdstad van de Amerikaanse staat Mississippi. Het bisdom is suffragaan aan het aartsbisdom Mobile. 

## Geschiedenis
Het bisdom werd opgericht op 18 juli 1826, als het apostolisch vicariaat Mississippi, uit delen van het bisdom Louisiana and the Two Floridas. Op 28 juli 1837 werd het verheven tot bisdom, met de naam bisdom Natchez, en werd suffragaan aan het aartsbisdom Baltimore. Op 19 juli 1850 veranderde het van kerkprovincie en werd suffragaan aan het aartsbisdom New Orleans. Op 18 december 1956 veranderde het van naam naar bisdom Natchez-Jackson en op 1 maart 1977 veranderde het nogmaals van naam naar bisdom Jackson. Op 29 juli 1980 veranderde het van kerkprovincie en werd suffragaan aan het nieuw verheven aartsbisdom Mobile. 

## Parochies
Het bisdom had in 2021 een oppervlakte van 97.495 km2 en telde 2.303.753 inwoners waarvan 1,9% rooms-katholiek was.

## Ordinarii

### Apostolisch vicarissen
- Louis-Guillaume-Valentin Dubourg (19 Aug 1825 Appointed - 2 Oct 1826 Confirmed, Bishop of Montauban)

### Bisschoppen
- Thomas Heyden (28 juli 1837 - 1938; niet in bezit genomen)
- John Joseph Mary Benedict Chanche (15 december 1840 - 22 juli 1852)
- James Oliver Van de Velde (29 juli 1853 - 13 november 1855)
- William Henry Elder (9 januari 1857 - 23 juli 1878)
- Francis August Anthony Joseph Janssens (18 februari 1881 - 7 augustus 1888)
- Thomas Heslin (29 maart 1889 - 22 februari 1911)
- John Edward Gunn (1 juli 1911 - 19 februari 1924)
- Richard Oliver Gerow (23 juni 1924 - 2 december 1967)
- Joseph Bernard Brunini (2 december 1967 - 24 januari 1984; hulpbisschop sinds 28 november 1956)
  - Joseph Lawson Howze (hulpbisschop: 8 november 1972 - 8 maart 1977)
- William Russell Houck (11 april 1984 - 3 januari 2003; hulpbisschop sinds 28 maart 1979)
- Joseph Nunzio Latino (3 januari 2003 - 12 december 2013)
- Joseph Richard Kopacz (12 december 2013 - heden)

## Galerij van afbeeldingen

Wapen van het bisdom
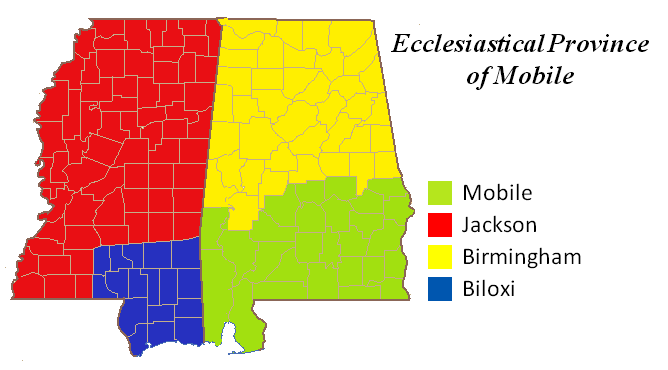
Kerkprovincie met aartsbisdom en suffragane bisdommen
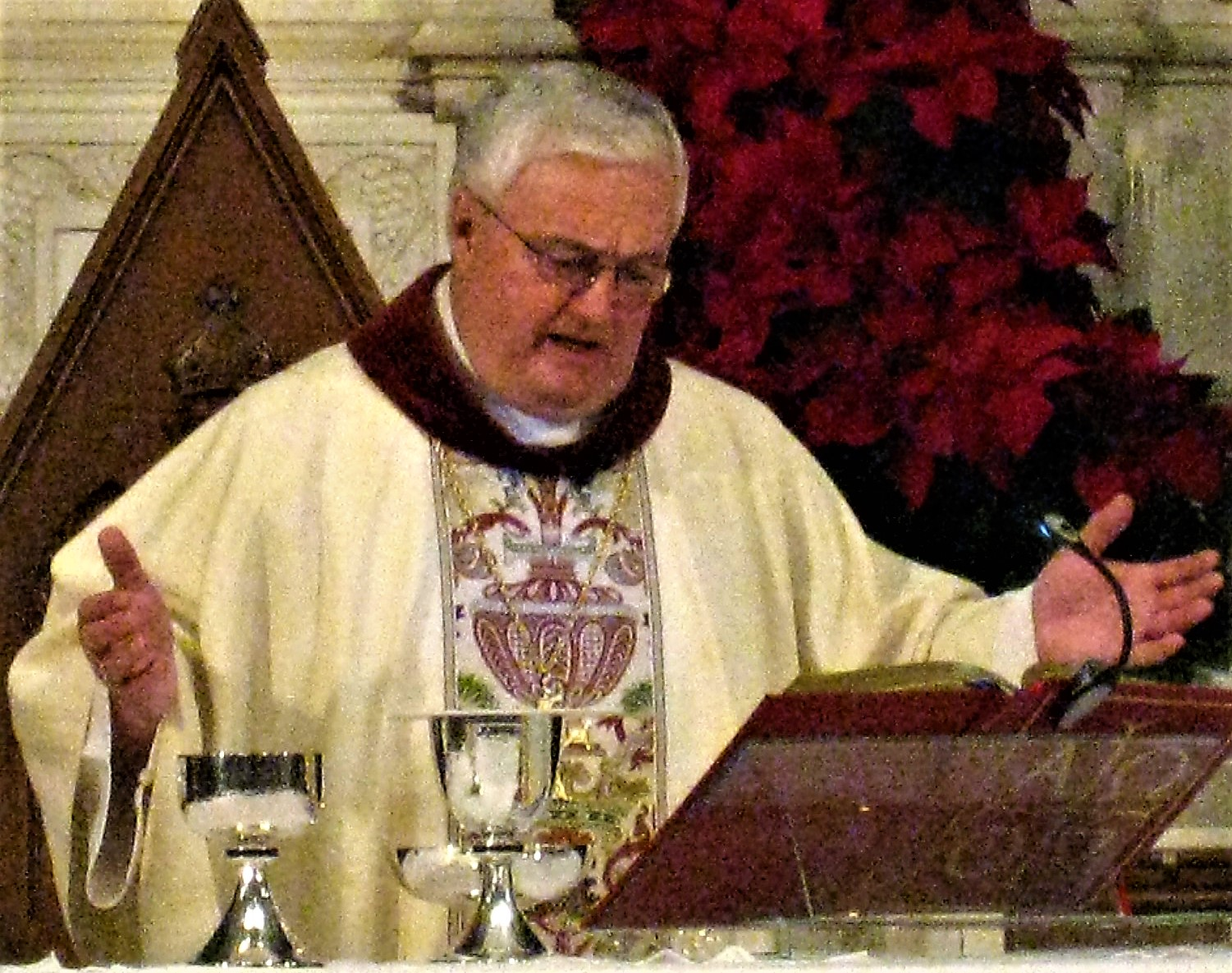
Bisschop Joseph Nunzio Latino (2003-2013)

Mobile (aartsbisdom) · Biloxi · Birmingham · Jackson